# Antonio Bertali

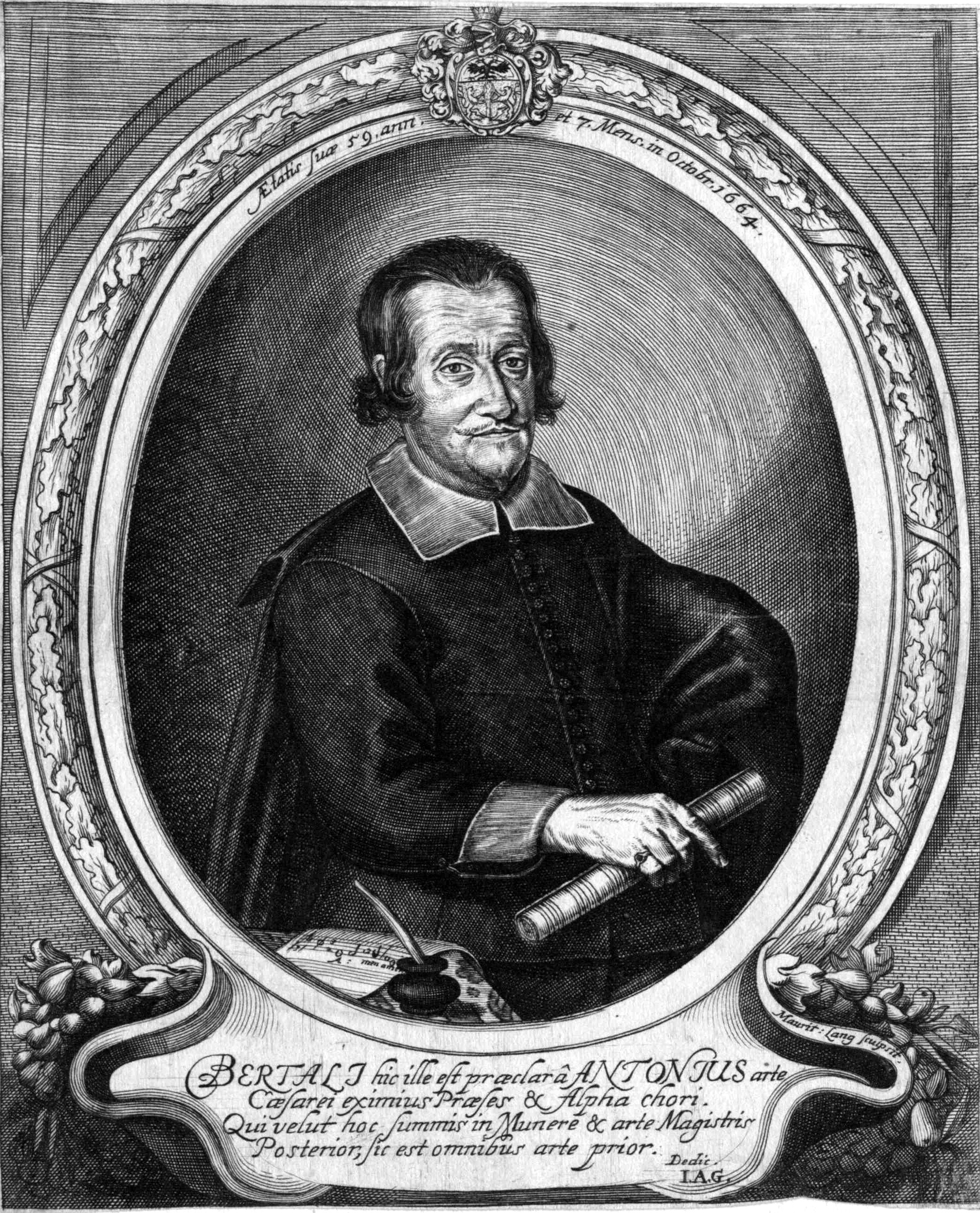
Antonio Bertali (1664)

Antonio Bertali (* März 1605 in Verona; † 17. April 1669 in Wien) war ein italienischer Komponist und Violinist.

## Leben
Antonio Bertali studierte bis zu den niederen Weihen im Jahr 1623 an der Akolythenschule von Verona. Seine musikalische Ausbildung erhielt er dort vom Domkapellmeister Stefano Bernardi und von einem Violinisten namens Francesco Lauro. Bereits ab 1620 spielte er häufig in der „Accademia Filarmonica“ von Verona, wo er Anfang 1624 eine feste Anstellung erhielt. Ab April 1625 wechselte er in den kaiserlichen Dienst als Violinist an die Wiener Hofmusikkapelle. Im Januar 1631 heiratete er in der Hofburgkapelle die Musikerin und Kammerdienerin Maria Toppa (um 1617–1666). In Nachfolge des verstorbenen Zinkenisten Pietro Verdina (um 1600–1643) erfolgte die Ernennung zum Vizekapellmeister. Im Oktober 1649 ernannte ihn Kaiser Ferdinand III. zum Nachfolger von Giovanni Valentini als Hofkapellmeister. In dieser Funktion hatte er zahlreiche dramatische Werke, wie Opern und Oratorien zu komponieren. Für seine Dienste wurde ihm 1651 eine Belohnung von 3000 Gulden bewilligt. Am 2. März 1654 erhob der Kaiser Bertali in den rittermäßigen Adelsstand. Er wurde 1669 in der Wiener Minoritenkirche beigesetzt.

## Werke (Auswahl)
Bertali komponierte Opern, Oratorien und Instrumentalmusik. Mit seinen Opern trug er maßgeblich zur Festigung der italienischen Operntradition in Wien bei. Etwa die Hälfte seines umfangreichen Werkes gilt als verschollen, in den Beständen der Wiener Hofbibliothek und in der Bibliothek des Stifts Kremsmünster sind noch zahlreiche Autographen und Kopien aus der Hand von Bertalis Zeitgenossen Pavel Josef Vejvanovský erhalten.
1653 wurde seine erste und gleichzeitig aufsehenerregendste Oper, L’Inganno d’amore, beim Reichstag in Regensburg in einem speziell zu diesem Zweck errichteten Theatergebäude vor zahlreichen deutschen Fürsten und Gesandten aufgeführt.
Vokal
- Weltliche und kirchliche Kantaten, Motetten, unter anderem Donna real (1631) für die Hochzeitsfeier 1631 des künftigen Kaisers mit der Infantin von Spanien, die seine erste nachweisbare Komposition ist.
- Le strage de gl'innocenti (Kindermord in Bethlehem)
- Missa Ratisbonensis (1636)
- Lamento della regina d'Inghilterra
- Requiem pro Ferdinando II (1637)
- Mehr als 50 Introitus

Opern
- L’Inganno d’amore; 1653 Regensburg
- Theti favola dramatica; 13. Juli 1656 Wien
- Il re Gilidoro favola; 19. Februar 1659 Wien
- La magia delusa; 4. Juni 1660
- Gli amori d'Apollo con Clizia; 1. März 1661 Wien
- Il Ciro crescente 3 Intermezzi zu Il pastor fido; 14. Juni 1661 Park des Schlosses Laxenburg
- La Zenobia di Radamisto; 18. Nov. 1662
- L'Alcindo; 20. April 1665 Wien
- La contesa dell'aria e dell'acqua festa a cavallo; 24. Januar 1667 Wien

Instrumental
- Sonata Leopoldus I.
- Tausend-Gulden-Sonate
- Ciaccona in C-Dur für Violine und B.C.

Sowie zahlreiche weitere Sonaten, Sonatellas und Suiten a 3, 4, 5, 6.